# Триъгълник на смъртта (Алжир)
Вижте пояснителната страница за други значения на Триъгълник на смъртта.
Триъгълникът на смъртта е регион в Алжир, добил печална слава по време на гражданската война и особено в периода 1997 до 1998. За трите крайни точки на триъгълника най-често се смятат Алжир, Блида и Ларбаа.